# Xenopsylla cheopis
La pulga de la peste (Xenopsylla cheopis) es una especie de insecto sifonáptero de la familia Pulicidae. Son parásitos de roedores, principalmente del género Rattus, y son vectores primarios de la peste bubónica y el tifus murino. Esto ocurre cuando la pulga se ha alimentado de un roedor infectado, y luego pica a un humano.

## Características
La pulga de la rata oriental no tiene peines genal o pronotal. Esta característica se puede utilizar para diferenciar a Xenopsylla cheopis de la pulga del gato (Ctenocephalides felis), la pulga del perro (Ctenocephalides canis) y otras pulgas.
El cuerpo de la pulga mide alrededor de 2,5 mm de largo (un décimo de pulgada). Su anatomía está estructurada para que sea más fácil saltar largas distancias, y para pasar de un huésped a otro. Su cuerpo consiste en tres regiones: cabeza, tórax y abdomen. La cabeza y el tórax tienen filas de cerdas (llamadas peines) y el abdomen consta de ocho segmentos visibles.

## Transmisión de enfermedades
Esta especie puede actuar como vector de la peste (Yersinia pestis), el tifus murino (Rickettsia typhi), y también puede actuar como huésped para las tenias Hymenolepis diminuta e Hymenolepis nana. Las enfermedades pueden ser transmitidas de una generación de pulgas a la siguiente a través de los huevos.